# Giocando a golf una mattina
Giocando a golf una mattina è uno sceneggiato televisivo del 1969 suddiviso in sei puntate su sceneggiatura e regia televisiva di Daniele D'Anza. È basato sul romanzo omonimo di Francis Durbridge (nell'originale in lingua inglese A Game of Murder), pubblicato poi nel 1975 con il numero 144 nella collana I Gialli di Longanesi.
Gli ascolti si attestarono sui 15 milioni di telespettatori.

## Distribuzione
Lo sceneggiato, scandito dalle musiche di Gigi Cichellero, venne messo in onda dalla RAI nella prima serata di domenica e giovedì sul Programma nazionale dal 28 settembre al 16 ottobre 1969.

## Cast
Interpreti principali sono Luigi Vannucchi e Aroldo Tieri, affiancati da un nutrito cast di attori specializzati in questo genere di sceneggiati e provenienti per lo più da esperienze in teatro. La presentazione delle singole puntate, dalla seconda alla sesta, con un piccolo riassunto degli eventi precedenti è affidata alla voce di Renzo Montagnani.

## Trama
L'ispettore di Scotland Yard Jack Kirby indaga sulla morte del fratello Bob, ex campione di golf.
L'ispettore è convinto che si tratti di omicidio e il principale indiziato è Tony Stewart. Kirby per saperne di più interroga un'amica di Stewart, Kay Richardson. Ben presto però anche Stewart viene assassinato e le indagini, per Kirby, diventano più complesse.